# توني ريجبي
توني ريجبي (بالإنجليزية: Tony Rigby)‏ هو لاعب كرة قدم بريطاني في مركز الوسط، ولد في 10 أغسطس 1972 في Ormskirk ‏ في المملكة المتحدة. لعب مع شروزبري تاون ونادي بارسكو ونادي بارو ونادي بوري ونادي سكاربورو ونادي كرو ألكساندرا.